# سجاد حسین (بازیکن فوتبال، زاده ۱۹۹۸)
سجاد حسین (انگلیسی: Sajad Hussein؛ زادهٔ ۹ سپتامبر ۱۹۹۸) بازیکن فوتبال اهل عراق بود.
از باشگاه‌هایی که در آن بازی کرده‌است می‌توان به باشگاه فوتبال امانت بغداد اشاره کرد.
وی همچنین در تیم‌های ملی فوتبال زیر ۱۷ سال عراق و عراق بازی کرده‌است.